# Ексампей (заповідне урочище)

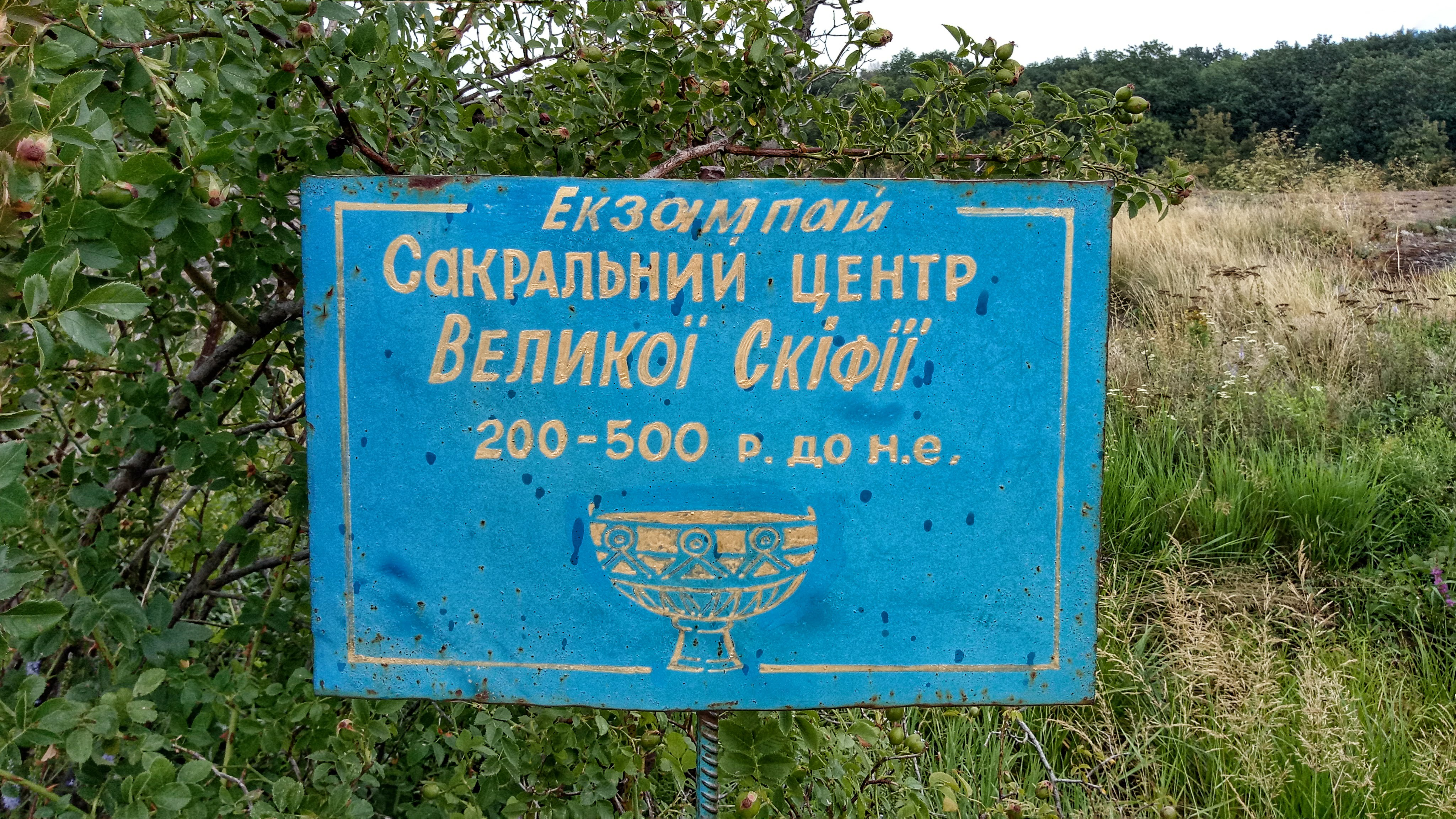
Знак на плато Екзампей

Ексампей — заповідне урочище місцевого значення, розташований на кордоні Кіровоградської та Миколаївської областей України. Об'єкт розташований на території Новоукраїнського району Кіровоградської області, неподалік від с. Кропивницьке. 
Площа — 15 га, статус отриманий у 2012 році. Територія урочища вважається одним з головних святилищ скіфів
В Кіровоградський області розроблено туристичний маршрут "Золотими стежками Ексампею".